# François Bernardini
François Bernardini, właśc. Antoine-François Bernardini (ur. 24 sierpnia 1953 w Marsylii) – francuski polityk, samorządowiec i menedżer, poseł do Parlamentu Europejskiego IV kadencji, parlamentarzysta krajowy, mer Istres w latach 2001–2002 i od 2008.

## Życiorys
Od 1974 działał w Partii Socjalistycznej. Od 1979 do 2001 był dyrektorem generalnym aglomeracji tworzonej przez miasta Fos-sur-Mer, Istres i Miramas. W 2002 został natomiast dyrektorem regionalnym w grupie prasowej. Nieprzerwanie od 1977 wybierany na radnego w Istres, objął funkcję zastępcy mera. Od marca 2001 do listopada 2002 sprawował urząd mera, powrócił na tę funkcję w 2008 (w 2014 i 2020 uzyskiwał reelekcję). W 2010 został wiceprzewodniczącym nowo powołanej aglomeracji Istres-Ouest-Provence, a w 2016 także przewodniczącym jej rady i wiceprzewodniczącym większej metropolii Aix-Marsylia (obejmującej Istres-Ouest-Provence).
Działał również w polityce na poziomie regionalnym, krajowym i międzynarodowym. Od 1990 do 2000 był pierwszym sekretarzem Partii Socjalistycznej w departamencie Delta Rodanu, od 1988 do 1998 zasiadał też w radzie tego departamentu, a w 1998 kierował regionem Prowansja-Alpy-Lazurowe Wybrzeże. Od maja 1992 do kwietnia 1993 sprawował mandat deputowanego do Zgromadzenia Narodowego IX kadencji (w miejsce Michela Vauzelle). Od 1994 do 1999 zasiadał w Parlamencie Europejskim. Przystąpił w nim do grupy socjalistycznej, został członkiem m.in. Komisji ds. Polityki Regionalnej. W 2001 został wykluczony ze macierzystej partii za wystawienie wbrew niej własnej kandydatury na mera Istres.
W 2000 został nieprawomocnie skazany na karę grzywny i pozbawienia wolności z warunkowym zawieszeniem jej wykonania za nadużycie władzy i przywłaszczenie pieniędzy publicznych. W 2002 oddalono jego apelację, w związku z czym podał się do dymisji z funkcji mera (nie mógł bowiem przez 5 lat sprawować funkcji publicznych). W 2017 ponownie wszczęto przeciw niemu postępowania.